# Клас Чженя
Класи Чженя (або класи Черна) — це характеристичні класи, асоційовані з комплексними векторними розшаруваннями.
Класи Чженя ввів Шіінг-Шен Чжень.
Класи Чжен є топологічними інваріантами, асоційованими з векторними розшаруваннями на гладких многовидах. Питання, чи є два зовні різні векторні розшарування одним і тим же розшаруванням може виявитися досить складним. Класи Чженя дають простий тест — якщо класи Чжен пари векторних розшарувань не узгоджуються, векторні розшарування різні. Зворотне, однак, не вірно.
У топології, диференціальній геометрії і алгебричній геометрії часто важливо підрахувати, як багато лінійно незалежних перетинів має векторне розшарування. Класи Чженя дають деяку інформацію про це за допомогою, наприклад, теореми Рімана — Роха і теореми Атьі — Зінгера про індекс. клас Чженя діє протилежно класу Тодда.
Класи Чжен також зручні для практичних обчислень. У диференціальній геометрії (і деяких типах алгебричної геометрії), класи Чжен можна виразити як многочлени від коефіцієнтів форми кривини.

## Побудова класів Чженя
Існують різні підходи до класів, кожен з яких фокусується на злегка різні властивості класів Чжен.
Вихідним підходом до класів Чжен був підхід з боку алгебраїчної топології — класи Чжен виникають через теорію гомотопії, яка дозволяє побудувати асоційоване з розшаруванням V відображення многовиду в класифікуючий простір (нескінченний грассманіан в цьому випадку). Для будь-якого векторного розшарування V над многовидом M існує відображення f з M в класифікуючий простір, таке що розшарування V одно прообразу (щодо f) універсального розшарування над класифікуючий простір, а класи Чжен розшарування V можна тому визначити як прообрази класів Чжен універсального розшарування. Ці універсальні класи Чжен, у свою чергу, можна виписати явно в термінах циклів Шуберта.
Можна показати, що два відображення f і g з M в класифікуючий простір, прообрази щодо яких є тим же самим розшаруванням V, повинні бути гомотопними. Таким чином, прообрази щодо f і g будь-якого універсального класу Чжен в класі когомологій многовиду M повинні бути одним і тим же класом. Це показує, що класи Чжен розшарування V коректно визначені.
Підхід Чжен спирається на диференціальну геометрію через використання кривини. Чжень показав, що більш раннє означення було, фактично, еквівалентно його означенням. Отримана теорія відома як теорія Чжен — Вейля.
Існує також підхід Олександра Гротендіка, який показав, що аксіоматично достатньо визначити тільки класи лінійних розшарувань.
Класи Чжен виникають природним чином в алгебричній геометрії. Узагальнені класи Чжен в алгебричній геометрії можна визначити для векторних розшарувань (або, точніше, локально вільних пучків) над будь-яким неособливим многовидом. Алгебро-геометричні класи Чжен не накладають обмежень на основне поле. Зокрема, векторні розшарування не обов'язково мусять бути комплексними.
Незалежно від вихідної парадигми інтуїтивне значення класу Чжен стосується 'нулів' перетинів векторного розшарування. Наприклад, теорема про причісування їжака. Хоча, строго кажучи, питання відноситься до матеріального векторного розшарування («волосся» на кулі є копіями дійсної прямої), існують узагальнення, в яких «волосся» комплексні, або для одновимірних проективних просторів над багатьма іншими полями.